# Guspini Calcio
L'Associazione Sportiva Dilettantistica Guspini Calcio, meglio nota come Guspini, è una società calcistica con sede a Guspini, nella provincia del Sud Sardegna.

## Storia

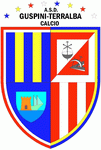
Logo utilizzato nel triennio di fusione con la Nuova Terralba dal 2015 al 2018.

La società fu fondata nel lontano 1947 come Unione Sportiva Guspini. A cavallo degli anni 1960 e 1970 venne costruito lo stadio e con esso nacque anche la squadra che tante soddisfazioni avrebbe dato ai tifosi locali. Grazie alla passione di numerosi dirigenti e collaboratori, la compagine mineraria guidata dal presidente Luigi Saba e allenata dal tecnico Gorini nel campionato 1969-1970 venne promossa in Serie D. La permanenza nel quarto livello calcistico nazionale durò per tre stagioni, fino al 1972-1973.
Negli anni successivi si susseguirono annate nei campionati regionali con risultati altalenanti, fino al ritorno nel panorama calcistico nazionale agli inizi del decennio successivo. Il Guspini, nel periodo compreso tra il 1981 e il 1989, disputò otto stagioni consecutive nel Campionato Interregionale.
Dai primi anni 1990 fino al 2017 ha militato tra la Promozione e la Seconda Categoria.
Risale al 2015 la fusione con l'Associazione Sportiva Dilettantistica Nuova Terralba Calcio, compagine avente sede nel comune di Terralba. Il nuovo sodalizio con i terralbesi nel 2017 disputa il massimo torneo calcistico regionale dopo 28 anni di assenza.
Dalla stagione 2018-2019 la società ritorna a rappresentare solo il comune del Linas con l'attuale denominazione Associazione Sportiva Dilettantistica Guspini Calcio.
Ha disputato il campionato di Eccellenza nel quale, in un torneo rimaneggiato a causa della pandemia di COVID-19, nella stagione 2020-2021 ha ottenuto il terzo posto finale.
Attualmente milita nel Promozione

## Colori e simboli

### Colori
I colori ufficiali della società sono storicamente il bianco e il rosso.

## Palmarès

### Competizioni regionali
- Promozione: 1

1969-1970
- Seconda Categoria: 1

2011-2012 (girone D)
- Coppa Cossu-Mariotti: 1

1971-1972

## Statistiche e record

### Partecipazione ai campionati

#### Nazionali
| Livello | Categoria                 | Partecipazioni | Debutto   | Ultima stagione | Totale |
| ------- | ------------------------- | -------------- | --------- | --------------- | ------ |
| 4º      | Serie D                   | 3              | 1970-1971 | 1972-1973       | 3      |
| 5º      | Campionato Interregionale | 8              | 1981-1982 | 1988-1989       | 8      |

#### Regionali
| Livello | Categoria       | Partecipazioni | Debutto   | Ultima stagione | Totale |
| ------- | --------------- | -------------- | --------- | --------------- | ------ |
| 1º      | Prima Categoria | 2              | 1966-1967 | 1967-1968       | 13     |
| 1º      | Promozione      | 6              | 1968-1969 | 1990-1991       | 13     |
| 1º      | Eccellenza      | 5              | 2017-2018 | 2021-2022       | 13     |
| 2º      | Prima Categoria | 6              | 1974-1975 | 1979-1980       | 25     |
| 2º      | Promozione      | 19             | 1994-1995 | 2024-2025       | 25     |

### Partecipazione alle coppe nazionali
| Competizione            | Partecipazioni | Debutto   | Ultima stagione | Totale |
| ----------------------- | -------------- | --------- | --------------- | ------ |
| Coppa Italia Dilettanti | 11             | 1970-1971 | 1988-1989       | 11     |